# Hans van Velde
Hans van Velde (Leiden, 30 december 1954) tot maart 2013 werkzaam voor Gay Krant als operationeel directeur. 

## Loopbaan
Van Velde begon zijn loopbaan als freelancejournalist voor onder andere De Gelderlander en de Graafschapbode (1973-1975) en Esso (1979). Hij was op 19-jarige leeftijd oprichter van de basketbalclub Fireball in Zelhem (1973) en als zodanig de jongste voorzitter van een basketbalclub ooit. In twee jaar tijd bouwde hij Fireball uit tot de grootste basketbalclub van Gelderland, waar hij in 1977 als dank voor de vele onbezoldigde diensten werd benoemd als erelid.
Van Velde werd in 1983 eindredacteur van het bondsorgaan Play Off/Basketball en schreef basketbalreportages voor onder andere de Volkskrant, het ANP en De Telegraaf. Van 1984 tot 1988 verzorgde hij de pr voor de Nederlandse Basketball Bond en initieerde hij de basketball-foon en nationale basketbalgala's.

## Gay Krant
Vanaf 1988 werkte Van Velde bij de Gay Krant/Stichting Vrienden van de Gay Krant (SVGK), waar hij van 1991 tot 2005 eindredacteur was. In 1990 stond hij met mede-redacteuren aan de wieg van de Roze Maandag, dat dankzij de Stichting Vrienden van de Gay Krant uitgroeide van de stilste tot de drukste dag op de Tilburgse kermis. Van Velde werkte verder van nabij mee met de openstelling van het burgerlijk huwelijk voor homo- en lesbienneparen. In het Canadese Vancouver initieerde hij in 1990 de kandidatuur van Amsterdam voor de Gay Games, een evenement dat later in 1998 in de Nederlandse hoofdstad werd gehouden. Van Velde werkte na 2005 de website van de Gay Krant op tot ruim 20.000 bezoekers per dag. In maart 2013 maakte het faillissement van zijn werkgever een einde aan zijn werkzaamheden voor de Gay Krant en SVGK.

## Organisator
Voor de Gay Krant organiseerde hij tussen 1990 en 2005 de Mr. De Gay Krant-verkiezingen en in 2005 de artiestencompetitie Gay Stars. Daarbij kreeg hij de medewerking van velerlei artiesten, zoals Willeke Alberti, Paul de Leeuw, André van Duin, Carlo Boszhard en Albert Verlinde. Voor de SVGK initieerde hij in 2008 in samenwerking met het ministerie van Onderwijs, Cultuur en Wetenschap (OCW) en de Kindertelefoon de website 18min.eu, een besloten domein, waar lgbt-jongeren aan hun coming-out kunnen werken. De grote waardering voor dit werk leidde in 2011 tot een spin-off, de website www.25min.eu.

## Emancipatie
Van Velde's drijfveer – inzet voor lgbt-emancipatie – leidde in 2011 tot het multimediaproject hehomo.nl, waarin 35 holebi-jongeren hun verhaal konden doen. Het diende als discussieproject in het voortgezet onderwijs. Het project werd gesteund door het ministerie van OCW en COC. Het Landelijk Netwerk Biseksualiteit LNBi vroeg hem een soortgelijk project te maken: Bi-inbeeld.nl. Voormalig minister Marja van Bijsterveldt nam het eerste exemplaar in 2012 in ontvangst.

## Walter Kampstichting
Met homoactivist Walter Kamp werkte hij als directeur samen in de Walter Kampstichting van 2001 tot 2002.

## Publicaties
- Nederland kent geen homohuwelijk, uitgeverij Best Publishing Group (2003)
- 25 jaar Gay Krant - een bewogen overzicht, uitgeverij Best Publishing Group (2004)
- Hé Homo, digitaal en gedrukt infozine voor holebi-tieners in het voortgezet onderwijs (2011)
- bi-in-beeld, digitaal en gedrukt infozine voor het Landelijk Netwerk Biseksualiteit, LNBi (2012)

## Onderscheiding
Ter gelegenheid van Koningsdag 2016 werd hij benoemd tot Ridder in de Orde van Oranje-Nassau. De onderscheiding werd uitgereikt door burgemeester Anton van Aert van zijn woonplaats Best.